# 埃庞斯
埃庞斯（法語：Épense，法語發音：[epɑ̃s]）是法国马恩省的一个市镇，属于香槟沙隆区。

## 地理
埃庞斯（48°58'15"N, 4°50'1"E）面积11.32 平方千米，位于法国大東部大區马恩省，该省份为法国东北部内陆省份，北起阿登省，西北接埃纳省，西南接塞纳-马恩省，南至奥布省，东南接上马恩省，东临默兹省。
与埃庞斯接壤的市镇（或旧市镇、城区）包括：锡夫里-昂特、当皮埃尔堡、多马坦-瓦里蒙、拉讷维尔欧布瓦、努瓦尔略、雷米库尔、旧当皮埃尔。

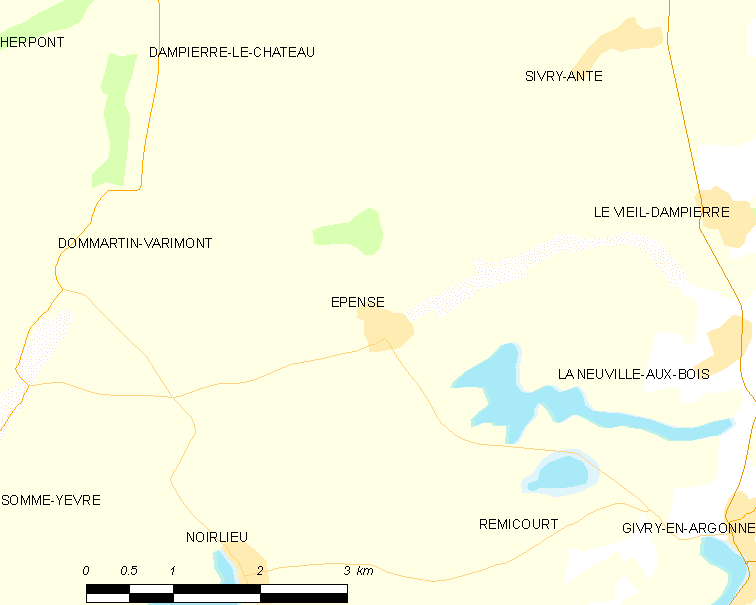
埃庞斯的OSM定位图

埃庞斯的时区为UTC+01:00、UTC+02:00（夏令时）。

## 行政
埃庞斯的邮政编码为51330，INSEE市镇编码为51229。

## 政治
埃庞斯所属的省级选区为阿戈讷-叙普-韦勒县。

## 人口

1962-2008年间埃庞斯人口变化图示

埃庞斯于2022年1月1日时的人口数量为123人。